# Droga wojewódzka nr 415
Droga wojewódzka nr 415 (DW415) – droga wojewódzka o długości 17 km, leżąca na obszarze województwa opolskiego. Trasa ta łączy Zimnice Wielkie z  Krapkowicami. Droga leży na terenie  powiatu krapkowickiego.

## Miejscowości leżące przy trasie DW415
- Zimnice Wielkie (DK45)
- Dąbrówka Górna
- Rogów Opolski
- Gwoździce
- Krapkowice (DW409)